# Saison 1 de Cosmos 1999
— Saison 2 de Cosmos 1999
Cet article présente la liste des épisodes de la première saison de la série télévisée Cosmos 1999, avec des résumés détaillés de chaque épisode.

## Liste des épisodes

### Épisode 1:À la dérive
- États-Unis : 4 septembre 1975
- France : 13 décembre 1975

George Bellak (en)
- Mise en scène : Lee H. Katzin

- Roy Dotrice (commissaire Simmonds)
- Philip Madoc (commandant Gorski)
- Lon Satton (Benjamin Ouma)
- Eric Carte (Eddie Collins)
- Don Fellows (présentateur télévisé)

- Chronologiquement et rationnellement, l'épisode qui devrait suivre le premier épisode est l'épisode n°5 : Direction Terre, où l'on voit pour la seconde et dernière fois le commissaire Simmonds.
- Le réalisateur, Lee H. Katzin, avait déjà travaillé avec Martin Landau et Barbara Bain sur le tournage de Mission Impossible.
- Le personnage de Benjamin Ouma est remplacé dès le deuxième épisode par celui de David Kano.
- Il est indiqué que le nombre de résidents sur Alpha s'élève à 311 personnes.
- Liens externes : Entreposage nucléaire, Traitement du combustible nucléaire usé, Déchet de haute activité et à vie longue

### Épisode 2:Question de vie ou de mort
- États-Unis : 27 novembre 1975
- France : 8 janvier 1977

Art Wallace (en) et Johnny Byrne
- Mise en scène : Charles Crichton

- Richard Johnson (Lee/Dick Russel)
- Stuart Damon (en) (le pilote Parks)

- Lee Russell dans la version anglaise devient Dick Russell dans la version française.
- L'acteur invité Stuart Damon réapparaîtra dans la 2e saison en jouant le rôle du frère de Tony Verdeschi.
- Cette planète qui semble faire naître les rêves a des similitudes avec la planète Solaris, film important dans l'œuvre d’Andreï Tarkovski.

### Épisode 3:Le Soleil noir
- États-Unis : 6 novembre 1975
- France : 5 février 1977

David Weir
- Mise en scène : Lee H. Katzin

- Paul Jones (le pilote Mike Ryan)
- Jon Laurimore (en) (Smitty)

- Pour la première fois, l'expression « chez nous » est employée au cours de l'épisode pour désigner Alpha (il s'agit des derniers mots de l'épisode).
- La scène musicale au cours de laquelle Paul Morrow joue de la guitare n'est pas doublée : il s'agissait vraiment de Prentis Hancock jouant sur sa propre guitare une mélodie de sa création.
- C'est dans cet épisode qu'apparaît l'hypothèse d'une force inconnue qui guiderait l'errance apparente de la Lune. Ce concept réapparaîtra souvent au cours de la première saison.
- On voit un plan du professeur Bergman en train de peaufiner des équations sur un tableau transparent (vers 5 min 40 s). Or ce plan, et surtout ces équations, sont strictement les mêmes que celles qui apparaissent dans l'épisode 23 intitulé : Le Domaine du dragon.

### Épisode 4:L'Anneau de la Lune
- États-Unis : 15 janvier 1976
- France : 10 avril 1976

Edward di Lorenzo (en)
- Mise en scène : Ray Austin

- Max Faulkner (en) (Ted Clifford)

- La voix de Triton (dans la VO) est assurée par Prentis Hancock.
- Une des séquences marquantes de cet épisode est la sortie de Koenig et Bergman sur la surface de la Lune, le tout rythmé par une musique disco composée par Vic Elms, beau-fils de Sylvia Anderson.

### Épisode 5:Direction Terre
- France : 3 avril 1976

Anthony Terpiloff (en)
- Mise en scène : Charles Crichton

- Christopher Lee (Zantor)
- Roy Dotrice (commissaire Simmonds)

- La fin de l'épisode laisse le téléspectateur sur une interrogation : la mort de Simmonds est-elle involontaire ou provoquée ? En d'autres termes, le généreux Zantor est-il en fait un meurtrier ?
- La réapparition de Simmonds dans ce 5e épisode alors qu'il est totalement absent des n° 2, 3 et 4 a amené beaucoup de fans à penser que dans l'esprit des scénaristes, cet épisode était à l'origine prévu pour figurer en deuxième position.
- À noter une erreur de tournage : dans la scène où Simmonds se débat vainement dans sa cage de verre, on distingue en arrière-plan un des Kaldoriens qui tourne la tête vers lui tandis que son compagnon de droite se lève (ils sont théoriquement en stase pour les prochaines décennies). Plan suivant : les deux Kaldoriens sont de nouveau en position de stase.

### Épisode 6:Autre temps, autre lieu
- France : 20 décembre 1975

Johnny Byrne
- Mise en scène : David Tomblin (en)

- Judy Geeson (Regina Kesslann)

- Cet épisode permet d'imaginer comment la série aurait pu finir, avec les Alphans menant à bien le plan Exodus et s'installant sur une planète habitable.
- Le nom de Regina Kesslann est le véritable nom de l'épouse d'un des scénaristes de la série, Thom Keyes (en), un ami personnel de Johnny Byrne.

### Épisode 7:Le Maillon
- France : 23 août 1980

Edward di Lorenzo (en)
- Mise en scène : Ray Austin

- Peter Cushing (Raan)
- Joanna Dunham (Vana)

- Cet épisode fut censuré en France en raison de la scène où l'on peut voir des électrodes branchées sur le cerveau de Koenig. Il faudra attendre cinq ans, en 1980, pour que Le Maillon passe en France dans l'émission Temps X des frères Bogdanoff.
- Lors du tournage d'une scène de bagarre opposant leurs deux personnages, Anton Phillips fut assommé pour de bon par Nick Tate.
- À noter un gros raté, en apparence : lorsque Koenig arrive sur Alpha désertée et qu'il regarde son moniteur médical, son nom est orthographié « Keonig » (vers 8 min 15 s du film) ; en réalité cette erreur d'orthographe vise à indiquer au téléspectateur que Koenig n'est pas dans la réalité.

### Épisode 8:Le Gardien du Piri
- France : 26 février 1977

Christopher Penfold (en)
- Mise en scène : Charles Crichton

- Catherine Schell (la servante du Gardien)
- Michael Culver (Pete Irving)
- John Lee-Barber (Ed Davis)
- James Fagan (Ken Johnson)
- Gareth Hunt (pilote du troisième Aigle à la 47e minute environ lorsque tous les Alphans quittent Piri)

- Catherine Schell jouera le rôle de Maya durant la seconde saison et Gareth Hunt deviendra Gambit dans Chapeau melon et bottes de cuir.
- Comme les Américains étaient réticents à acheter la série, Lew Grade (en), producteur d'ITC, organisa une réception pour des dirigeants de la RAI qui acceptèrent de s'engager financièrement sous réserve que des acteurs italiens fassent partie du casting. C'est ainsi que Sylvia Anderson partit à Rome et engagea Giancarlo Prete, Gianni Garko et Orso Maria Guerrini qui apparurent dans des épisodes de la première saison.

### Épisode 9:Puissance de la vie
- France : 28 février 1976

Johnny Byrne
- Mise en scène : David Tomblin (en)

- Ian McShane (Anton Zoref)
- (en) Gay Hamilton (Eva Zoref)
- John Hamill (Dominix)

### Épisode 10:L'enfant d'Alpha
- France : 14 février 1976

Christopher Penfold (en)
- Mise en scène : Ray Austin

- Julian Glover (Jarak)
- Cyd Hayman (Cynthia Crawford)
- Wayne Brooks (Jackie Crawford)

### Épisode 11:Le dernier crépuscule
- France : 19 février 1977

Christopher Penfold (en)
- Mise en scène : Charles Crichton

- Après une certaine indécision de Sandra qui était éprise du pilote Mike Ryan dans l'épisode 1-3, les relations amoureuses entre Paul et Sandra deviennent maintenant officielles (les deux personnages s'embrassent et se lancent des œillades amoureuses).
- La scène où les Alphans se précipitent sous la pluie a été tournée sur le parking des studios Pinewood qu'un camion de pompiers arrosait d'eau. Il faisait très froid et les acteurs étaient frigorifiés !
- Une incroyable incohérence scénaristique figure peu avant cette scène lorsque John Koening et le Docteur Russell ouvrent une fenêtre du poste de commandement pour "gouter" leur nouvelle atmosphère. La base lunaire étant, en temps normal, entourée par le vide, cette fenêtre n'a aucune raison de s'ouvrir ou de posseder une poignée destinée à cet usage !  [réf. nécessaire]

### Épisode 12:Le retour du voyageur
- France : 15 janvier 1977

Johnny Byrne
- Mise en scène : Robert Kellett (en)

- Jeremy Kemp (Ernst Linden/Queller)
- Barry Strokes (Jim Haines)
- Alex Scott (Aarchon)
- Lawrence Trimble (le pilote Abrams)

- Deux ans après le tournage de l'épisode, la vraie sonde Voyager I quittait la Terre aux fins d'exploration spatiale.
- À noter que le premier film de Star Trek, sorti en 1980, met aussi en scène une sonde Voyager, (« Voyager VI » dans ce cas).

### Épisode 13:Collision inévitable
- France : 31 janvier 1976

(en) Anthony Terpiloff
- Mise en scène : Ray Austin

- Margaret Leighton (Arra/Marra)

- Margaret Leighton (la reine Marra), qui était malade durant le tournage, mourra peu de temps après.

### Épisode 14:Un autre royaume de la mort
- France : 19 juin 1976

Anthony Terpiloff et Elizabeth Barrows
- Mise en scène : Charles Crichton

- Brian Blessed (Cabot Rowland)
- John Shrapnel (Jack Turner)
- Mary Miller (Freda)

- Brian Blessed jouera le rôle du père de Maya dans la deuxième saison.
- Les canons à neige simulant les conditions atmosphériques de Ultima Thulé émettaient tellement de fumée que les acteurs demandèrent l'inspection d'un médecin. Après avoir donné son accord, celui-ci se rendit dans le bureau de Gerry Anderson qui lui offrit un verre, suivi d'autres, tant et si bien qu'il en sortit complètement saoul !

### Épisode 15:Le Grand Cercle
- France : 23 décembre 1975

Jesse L. Lasky Jr. et Pat Silver-Lasky (en)
- Mise en scène : Robert Kellett (en)

- Oliver Cotton (en) (l'homme à la lance)

- L'épisode a été tourné en novembre 1975 dans les bois entourant les studios de Pinewood.
- Barbara Bain racontera plus tard qu'elle s'était beaucoup amusée à jouer une femme des cavernes et qu'elle ameutait tout le studio lorsqu'elle s'entraînait à crier dans sa loge.
- Pour motiver Zienia Merton (Sandra Benès) à jouer légèrement dévêtue, Robert Kellett lui fit boire du café coupé de Brandy.

### Épisode 16:Au bout de l'éternité
- France : 17 janvier 1976

Johnny Byrne
- Mise en scène : Ray Austin

- Peter Bowles (Balor)
- Jim Smilie (le pilote Baxter)

- Le nom de Balor vient de Balor, un roi de la mythologie celtique d'Irlande.
- Peter Bowles avait déjà tenu un rôle de voyageur du temps sadique dans l'épisode 2 de la saison 5 de Chapeau melon et bottes de cuir.
- Des images de Koenig ensanglanté après l'agression de Baxter ont été retirées au montage.

### Épisode 17:Ruses de guerre
- France : 10 janvier 1976

Christopher Penfold (en)
- Mise en scène : Charles Crichton

- Anthony Valentine (l'extraterrestre masculin)
- Isla Blair (l'extraterrestre féminin)

- Zienia Merton (Sandra Benès) confiera plus tard que pour le tournage de la scène de la destruction du poste principal, le metteur en scène avait demandé à chacun des acteurs de jouer le plus naturellement possible. Résultat : Zienia et Barry Morse plongèrent sous une console en tremblant de tous leurs membres alors que les autres acteurs tentaient de paraître le plus héroïque possible !
- La maquette de l'immense vaisseau spatial envoyé par la planète inconnue est la même maquette que celle apparaissant dans l'épisode L'Enfant d'Alpha (épisode 10).

### Épisode 18:Le Dernier Adversaire
- France : 5 mars 1977

Robert Kellett (en) sur une idée de Barbara Bain
- Mise en scène : Robert Kellett (en)

- Caroline Mortimer (Dione)
- Maxine Audley (Theia)
- Kevin Stoney (Talos)

- Barbara Bain, à l'origine du scénario, a semble-t-il voulu faire une métaphore sur la guerre des sexes, mais Robert Kellett n'a jamais vraiment compris ce qu'elle voulait.
- L'allusion à la guerre froide est évidente : 2 planètes (une bleue "à gauche" et une rouge "à droite") tournant autour de la même étoile et sur la même orbite (les 2 planètes sont en opposition l'une par rapport à l'autre). Les 2 planètes symbolisent le camp occidental (planète bleue) et le camp soviétique (planète rouge). De plus, la planète rouge tire des missiles ayant une apparence de missiles soviétiques[réf. nécessaire].

### Épisode 19:En désarroi
- France : 29 janvier 1977

Johnny Byrne
- Mise en scène : Ray Austin

- Giancarlo Prete (Dan Mateo)
- Hilary Dwyer (Laura Adams)
- Anthony Nichols (James Warren)
- Valentino Musetti (le spectre de Matteo)

- De nombreuses scènes où le visage sanguinolent du spectre de Mateo apparaissait ont été coupées par la censure.

### Épisode 20:Cerveau spatial
- France : 22 janvier 1977

Christopher Penfold (en)
- Mise en scène : Charles Crichton

- Shane Rimmer (Kelly)
- Carla Romanelli (Melita Kelly)
- Derek Anders (Wayland)

- Shane Rimmer n'était pas un inconnu pour les Anderson, puisqu'il prêtait sa voix à Scott Tracy dans Les Sentinelles de l'air.
- La mousse blanche qui envahit la base était propulsée par des moteurs d'avion. Le bruit était tel que, lors du tournage d'une scène, les machinistes n'entendirent pas l'ordre d'arrêter. Charles Crichton, le metteur en scène, dut alors se mettre devant eux en agitant les bras mais il glissa et disparut sous la mousse pendant cinq minutes sans parvenir à se relever !
- Pendant le tournage de cet épisode, Christopher Penfold quitta Cosmos 1999 et la série ne se retrouva plus qu'avec un seul scénariste : Johnny Byrne.
- La musique accompagnant les scènes d'attaque de "mousse" est extraite de Les Planètes de Gustav Holst.

### Épisode 21:La machine infernale
- France : 12 février 1977

Anthony Terpiloff et Elizabeth Barrows
- Mise en scène : David Tomblin (en)

- Leo McKern (Compagnon)
- Gary Waldhorn (Winters)

- Cet épisode est le seul de la saison où ne figure pas Prentis Hancock (Paul Morrow) qui était alors à l'hôpital. Son absence est expliquée par Koenig qui rassure Sandra en lui disant que les fractures de Paul ne sont pas graves et qu'il reviendra bientôt.
- Leo McKern était connu des téléspectateurs britanniques pour son rôle de Numéro 2 dans Le Prisonnier tandis que le metteur en scène de cet épisode, David Tomblin, était par ailleurs le producteur de ce même Prisonnier.

### Épisode 22:La mission des Dariens
- France : 3 janvier 1976

Johnny Byrne
- Mise en scène : Ray Austin

- Joan Collins (Kara)
- Denniss Burgess (Neman)
- Aubrey Morris (Grand Prêtre)
- Paul Antrim (Bill Lowry)
- Robert Russell (Hadin)
- Gerald Stradden (le nain)
- Jackie Horton (la naine)

- Le nom des Dariens dérive du terme Aryens, les deux souhaitant conserver la pureté de leur race.
- Ce n'était pas la première apparition de Joan Collins dans une série de fiction puisqu'elle avait déjà été guest star dans un épisode de Star Trek.
- le scénario est très proche du roman Croisière sans escale de Brian Aldiss.

### Épisode 23:Le Domaine du dragon
- France : 12 mars 1977

Christopher Penfold (en)
- Mise en scène : Charles Crichton

- Gianni Garko (Tony Cellini)
- Douglas Wilmer (commissaire Dixon)
- Barbara Kellerman (Monique Bouchère)
- Michael Sheard (Darwin King)
- Susan Jameson (Juliet Mackie)

- La musique accompagnant le long voyage du vaisseau de Cellini vers Ultra est l'Adagio en sol mineur d'Albinoni.
- Cet épisode prend place 877 jours après le 13 septembre 1999, selon le journal de bord d'Helena Russel. Ce procédé d'introduction se généralisera durant la deuxième saison.
- Lorsque le docteur Russell évoque en voix off (en début du film vers 10 min 17 s) la découverte de la planète Ultra par le professeur Bergman, on voit un plan de celui-ci en train de peaufiner des équations sur un tableau transparent. Or ce plan, et surtout ces équations, sont strictement les mêmes que celles qui apparaissent dans l'épisode 3 intitulé : Le Soleil Noir (vers 5 min 40 s). Dans un cas nous sommes sur Terre vers 1996 (avant le décrochage accidentel de la Lune) ; dans l'autre nous sommes sur Alpha face au danger du Soleil Noir vers lequel est projeté l'équipage.

### Épisode 24:Le Testament d'Arcadie
- France : 27 décembre 1975

Johnny Byrne
- Mise en scène : David Tomblin (en)

- Orso Maria Guerrini (Luke Ferro)
- Liza Harrow (Anna Davies)